# 36A busz (Debrecen)
A debreceni 36A jelzésű autóbusz a Segner tér és az Alsójózsai utca között közlekedett. Útvonala során érintette a Diószegi Sámuel Közép- és Szakképző iskolát, Agrár Tudományi Centrumot és az Árpád Vezér Általános Iskolát.
Mivel a 36-os járatokat a Segner térig rövidítették útvonaluk azonossá vált, ezért szüntették meg.

## Járművek
A viszonylaton Alfa Cívis 18 típusú csuklós buszok közlekednek.

## Útvonala
| Segner tér– Alsójózsai utca: | Alsójózsai utca– Segner tér: |
| --- | --- |
| - Segner tér - Pesti utca - Böszörményi út - 35-ös út - Szentgyörgyfalvi út - Bocskai István út - Tokaji utca - Templom utca - Alsójózsai utca | - Alsójózsai utca - Nagyszerntgyörgy utca - Bocskai István út - Szentgyörgyfalvi út - 35-ös út - Böszörményi út - Pesti utca - Segner tér |

## Megállóhelyek
| 36A jelzésű autóbusz (Segner tér- Alsójózsai utca) |                              |                                                                                         |
| sz.                                                | megállóhely neve             | átszállási kapcsolatok                                                                  |
| 0                                                  | Segner tér                   | 10, 10A, 10Y, 25, 25Y, 32, 34, 35, 35Y, 36, 42, 42Y 45, 45H 46,46Y, 46E 2, 2A, 3, 3A, 4 |
| 2                                                  | Pesti utca                   | 22, 34, 34A, 35, 35A, 35Y, 351, 36                                                      |
| 4                                                  | Alföldi Nyomda               | 22, 34, 34A, 35, 35A, 35Y, 351, 36                                                      |
| 5                                                  | Tőzoltóság                   | 22, 34, 34A, 35, 35A, 35Y, 351, 36                                                      |
| 7                                                  | Füredi út                    | 22, 34, 34A, 35, 35A, 35Y, 351, 36                                                      |
| 8                                                  | Kertváros                    | 22, 34, 34A, 35, 35A, 35Y, 351, 36                                                      |
| 10                                                 | Agrártudományi Centrum       | 22, 34, 34A, 35, 35A, 35Y, 351, 36                                                      |
| 12                                                 | Békessy Béla utca            | 35, 34A, 35, 35A, 35Y, 351, 36                                                          |
| 13                                                 | Árpád Vezér Általános Iskola | 35, 34A, 35, 35A, 35Y, 351, 36, 36Y                                                     |
| 14                                                 | Branyiszkó utca              | 35, 34A, 35, 35A, 35Y, 351, 36, 36Y                                                     |
| 15                                                 | Lóverseny utca               | 35, 34A, 35, 35A, 35Y, 351, 36, 36Y                                                     |
| 16                                                 | Hangyás utca                 | 35, 34A, 35, 35A, 35Y, 351, 36, 36Y                                                     |
| 18                                                 | Agrárgazdaság                | 35, 34A, 35, 35A, 35Y, 351, 36, 36Y                                                     |
| 19                                                 | Harstein kertek              | 35, 34A, 35, 35A, 35Y, 351, 36, 36Y                                                     |
| 20                                                 | 35-ös út                     | 35, 34A, 35, 35A, 35Y, 351, 36, 36Y                                                     |
| 22                                                 | Rózsás Csárda                | 36, 36Y                                                                                 |
| 24                                                 | Csonkatorony utca            | 36, 36Y                                                                                 |
| 25                                                 | Józsakert utca               | 36, 36Y                                                                                 |
| 27                                                 | Templom utca                 | 36, 36Y                                                                                 |
| 29                                                 | Alsójózsai utca              | 36, 36Y                                                                                 |

| 36A busz (Alsójózsai utca- Segner tér) |                              | |
| 0                                      | Alsójózsai utca              | 36, 36Y, 36E                                                                                       |
| 1                                      | Nagyszentgyörgy utca         | 36, 36Y, 36E                                                                                       |
| 3                                      | Józsakert utca               | 36, 36Y, 36E                                                                                       |
| 4                                      | Csonkatorony utca            | 36, 36Y, 36E                                                                                       |
| 7                                      | Rózsás Csárda                | 34, 34A, 35, 35A, 35E, 36, 36Y, 36E                                                                |
| 9                                      | 35-ös út                     | 34, 34A, 35, 35A, 35Y, 351, 36, 36Y                                                                |
| 10                                     | Harstein kertek              | 34, 34A, 35, 35A, 35Y, 351, 36, 36Y                                                                |
| 11                                     | Agrárgazdaság                | 34, 34A, 35, 35A, 35Y, 351, 36, 36Y                                                                |
| 13                                     | Hangyás utca                 | 34, 34A, 35, 35A, 35Y, 351, 36, 36Y                                                                |
| 14                                     | Úrrétje utca                 | 34, 34A, 35, 35A, 35Y, 351, 36, 36Y                                                                |
| 15                                     | Branyiszkó utca              | 34, 34A, 35, 35A, 35Y, 351, 36, 36Y                                                                |
| 17                                     | Árpád Vezér Általános Iskola | 34, 34A, 35, 35E, 35A, 35Y, 351, 36, 36E                                                           |
| 19                                     | Békessy Béla utca            | 24, 34, 34A, 35, 35A, 35Y, 351, 36                                                                 |
| 20                                     | Agrártudományi Centrum       | 24, 34, 34A, 35, 35E, 35A, 35Y, 351, 36, 36E                                                       |
| 22                                     | Kertváros                    | 24, 34, 34A, 35, 35A, 35Y, 351, 36                                                                 |
| 24                                     | Füredi út                    | 24, 33E, 34, 34A, 35, 35E, 35A, 35Y, 351, 36, 36E                                                  |
| 25                                     | Tőzoltóság                   | 24, 34, 34A, 35, 35A, 35Y, 351, 36                                                                 |
| 27                                     | Pesti utca                   | 12, 24, 33E, 34, 34A, 35, 35E, 35A, 35Y, 351,36, 36E, 42, 42Y                                      |
| 29                                     | Segner tér                   | 10, 10A, 10Y, 24, 25, 25Y, 32, 34, 35, 35E, 35Y, 36E, 42, 42Y, 45, 45H 46,46Y, 46E 2, 2A, 3, 3A, 4 |

## Járatsűrűség
A járatok 4:05 és 23:05 között közlekednek.
Pontos indulási idők itt.